# Гулбене
Гулбене (латис. Gulbene) — місто у Латвії, Ліфляндія, Гулбенський край. Адміністративний центр краю. Розташоване за 186 км від Риги.

## Назва
- Гулбене (латис. Gulbene;  вимова) — сучасна латиська назва.
- Гульбен (нім. Gulben) — традиційна німецька назва.
- Шване[н]бург, (нім. Schwane[n]burg, «лебединий замок») — традиційна німецька назва.

## Клімат
Гулбене знаходиться у зоні, котра характеризується вологим континентальним кліматом з теплим літом. Найтепліший місяць — липень із середньою температурою 16.7 °C (62 °F). Найхолодніший місяць — січень, із середньою температурою --5.6 °С (22 °F).
| Клімат Гулбене          | Клімат Гулбене | Клімат Гулбене | Клімат Гулбене | Клімат Гулбене | Клімат Гулбене | Клімат Гулбене | Клімат Гулбене | Клімат Гулбене | Клімат Гулбене | Клімат Гулбене | Клімат Гулбене | Клімат Гулбене | Клімат Гулбене |
| Показник                | Січ.           | Лют.           | Бер.           | Квіт.          | Трав.          | Черв.          | Лип.           | Серп.          | Вер.           | Жовт.          | Лист.          | Груд.          | Рік            |
| Абсолютний максимум, °C | 7              | 10             | 16             | 23             | 28             | 31             | 30             | 28             | 26             | 22             | 11             | 8              | 31             |
| Середній максимум, °C   | −3             | −3             | 1              | 8              | 16             | 18             | 20             | 19             | 13             | 8              | 2              | −2             | 8              |
| Середня температура, °C | −5             | −5             | −1             | 5              | 11             | 15             | 16             | 15             | 10             | 5              | 0              | −3             | 5              |
| Середній мінімум, °C    | −8             | −8             | −3             | 1              | 6              | 10             | 12             | 11             | 7              | 2              | −1             | −6             | 2              |
| Абсолютний мінімум, °C  | −33            | −29            | −23            | −8             | −2             | 0              | 4              | 1              | −5             | −9             | −15            | −37            | −37            |
| Днів з опадами          | 18             | 15             | 14             | 12             | 11             | 12             | 12             | 11             | 15             | 13             | 19             | 21             | 173            |
| Днів з дощем            | 5              | 4              | 7              | 10             | 11             | 12             | 12             | 11             | 15             | 13             | 14             | 8              | 122            |
| Днів зі снігом          | 16             | 13             | 10             | 5              | 1              | 0              | 0              | 0              | 0              | 1              | 9              | 18             | 73             |
| ----------------------- | -------------- | -------------- | -------------- | -------------- | -------------- | -------------- | -------------- | -------------- | -------------- | -------------- | -------------- | -------------- | -------------- |
| Джерело: Weatherbase    |                |                |                |                |                |                |                |                |                |                |                |                |                |